# Live Rare Remix Box
Live Rare Remix Box – album kompilacyjny zespołu Red Hot Chili Peppers wydany w 1994 roku.

## Spis utworów
Dysk live:
1. „Give It Away” (in-progress) – 3:43
2. „Nobody Weird Like Me” (live) – 5:03
3. „Suck My Kiss” (live) – 3:45
4. „I Could Have Lied” (live) – 4:33

Edycja specjalna:
1. „Soul To Squeeze” – 4:50
2. „Fela’s Cock” – 5:10
3. „Sikamikanico” – 3:25
4. „Search And Destroy” – 3:34

Dysk z remiksami:
1. „Give It Away” (12” mix) – 6:02
2. „Give It Away” (Rasta mix) – 6:47
3. „If You Have To Ask” (The Disco Krisco Mix) – 7:32
4. „If You Have To Ask” (Scott & Garth Mix) – 7:12
5. „If You Have To Ask” (The Friday Night Fever Blister Mix) – 6:34